# التصفيات المؤهلة لدوري أبطال آسيا 2023–24
أقيمت التصفيات المؤهلة لدوري أبطال آسيا 2023–24 من الفترة 15 إلى 22 أغسطس 2023.
 سيتنافس21 فريقًا في التصفيات المؤهلة لتحديد ثمانية مقاعد في مرحلة المجموعات من دوري أبطال آسيا 2023-24 .

## الفرق
دخلت الفرق الـ21 التالية، والمقسمة إلى منطقتين (المنطقة الغربية والمنطقة الشرقية)، التصفيات المؤهلة، والتي تتكون من جولتين:
- 10 فرق في الدور التمهيدي.
- 11 فريقًا في مرحلة الإقصائيات.

| منطقة    | مرحلة الإقصائيات                                                                              | الدور التمهيدي                                                     |
| -------- | --------------------------------------------------------------------------------------------- | ------------------------------------------------------------------ |
| غرب آسيا | - جرار زراعى - النصر - العربي - الوكرة - نافباخور                                             | - ملوك باشوندهارا - الوحدات - السيب - شباب الأهلي - الشارقة - أجمك |
| شرق آسيا | - ميناء شنغهاي - تشجيانغ - أوراوا ريد دايموندز - انشيون يونايتد - بي جي باثوم يونايتد - ميناء | - بي سي رينجرز - لي مان - بالي المتحدة - هايفونغ                   |

## الجدول
جدول على النحو التالي.
| الجولة         | التاريخ          |
| -------------- | ---------------- |
| الدور التمهيدي | 15-16 أغسطس 2023 |
| جولة فاصلة     | 22 أغسطس 2023    |

## الدور التمهيدي
| فريق 1      | نتيجة | فريق 2               |
| ----------- | ----- | -------------------- |
| شباب الأهلي | 3–0   | الوحدات              |
| الشارقة     | 2–0   | نادي باشوندارا كينغز |
| اجمك        | 1–0   | السيب                |

| فريق 1           | نتيجة        | فريق 2       |
| ---------------- | ------------ | ------------ |
| هونغ كونغ رينجرز | 1–4 (ب.و.إ.) | Hai Phong ‏   |
| نادي لي مان      | 5–1          | بالي يونايتد |

## جولة فاصلة
| فريق 1  | نتيجة        | فريق 2      |
| ------- | ------------ | ----------- |
| النصر   | 4–2          | شباب الأهلي |
| تراكتور | 1–3          | الشارقة     |
| العربي  | 0–1          | اجمك        |
| الوكرة  | 0–1 (ب.و.إ.) | نافباخور    |

| فريق 1             | نتيجة        | فريق 2        |
| ------------------ | ------------ | ------------- |
| إنتشون يونايتد     | 3–1 (ب.و.إ.) | Hai Phong ‏    |
| أوراوا رد دايموندز | 3–0          | نادي لي مان   |
| جيجيانغ            | 1–0          | بورت          |
| شانغهاي            | 2–3          | باثوم يونايتد |

### غرب آسيا
| النصر                                               | 4–2   | شباب الأهلي        |
| --------------------------------------------------- | ----- | ------------------ |
| - تاليسكا 11'، 90+5' - الغنام 88' - بروزوفيتش 90+7' | تقرير | - الغساني 18'، 46' |

| تراكتور           | 1–3   | الشارقة                              |
| ----------------- | ----- | ------------------------------------ |
| - Hashemnejad 86' | تقرير | - شاهين 25' - Camara 84' - لوكاس 90' |

| العربي | 0–1   | أجمك         |
| ------ | ----- | ------------ |
|        | تقرير | - سانشيز 69' |

| الوكرة | 0–1 (ب.و.إ.) | نافباخور           |
| ------ | ------------ | ------------------ |
|        | تقرير        | - Abdumannopov 98' |

### شرق آسيا
| إنتشون يونايتد                                         | 3–1 (ب.و.إ.) | Hai Phong ‏  |
| ------------------------------------------------------ | ------------ | ----------- |
| - Cheon Seong-hoon 17' - Hernandes 100' - Gerso 120+3' | تقرير        | - Mamute 4' |

| أوراوا رد دايموندز                      | 3–0   | نادي لي مان |
| --------------------------------------- | ----- | ----------- |
| - كويزومي 3' - كوروكي 6' - سكينيي 90+3' | تقرير |             |

| جيجيانغ            | 1–0   | بورت |
| ------------------ | ----- | ---- |
| - Andrijašević 51' | تقرير |      |

| شانغهاي بورت              | 2–3   | باثوم يونايتد           |
| ------------------------- | ----- | ----------------------- |
| - Muzepper 31' - بينك 85' | تقرير | - سيرغييف 11'، 26'، 60' |